# 茨城県道310号稲田停車場線

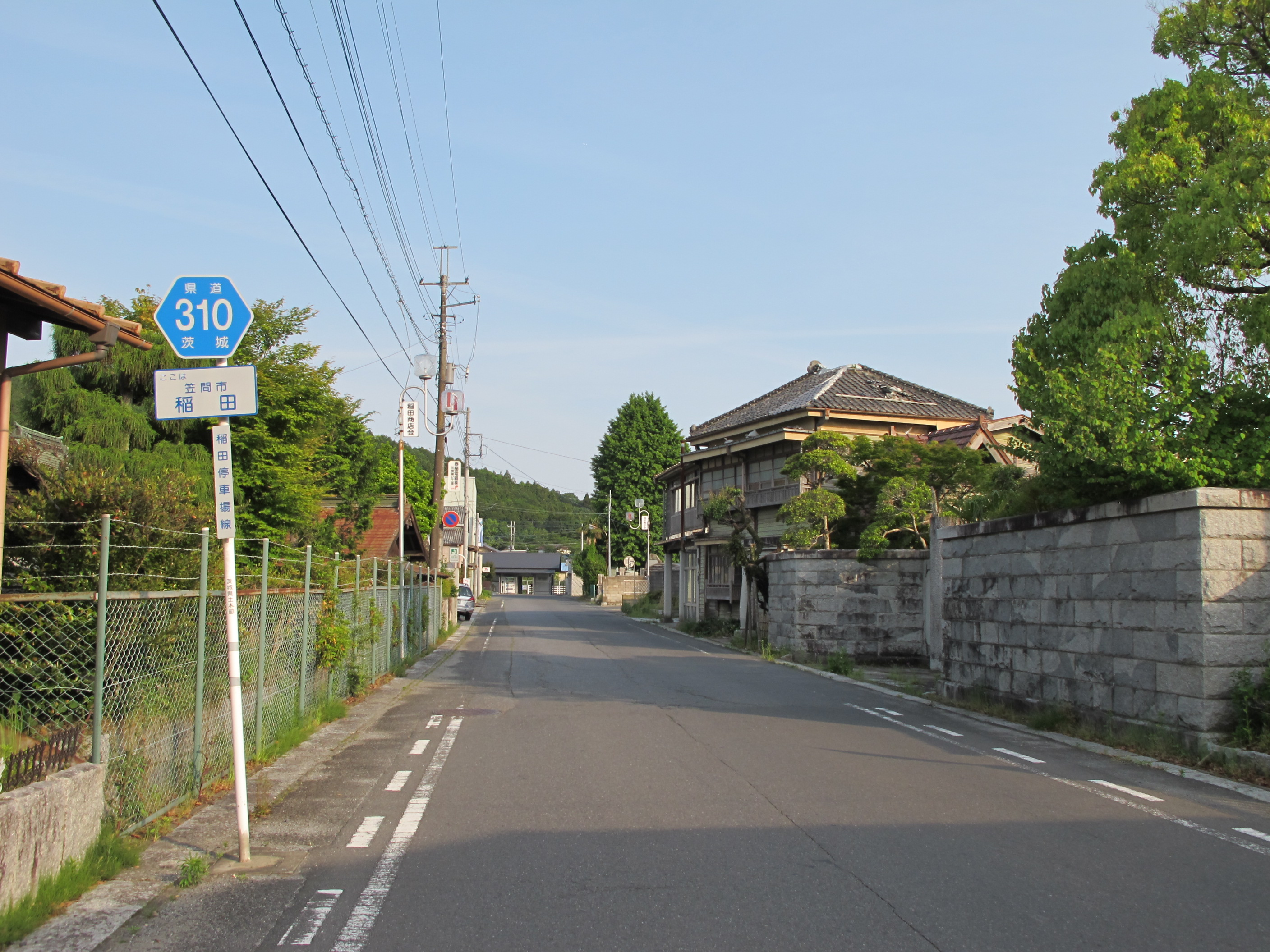
茨城県道310号稲田停車場線
笠間市稲田（2014年5月）
正面奥の突き当たりはJR稲田駅

茨城県道310号稲田停車場線（いばらきけんどう310ごう いなだていしゃじょうせん）は、茨城県笠間市内を通る県道で、JR水戸線稲田駅と接続するための道路である。

## 概要
笠間市稲田地区内のJR水戸線稲田駅と茨城県道109号稲田友部線とを連絡する南北約0.2キロメートル (km) の一般県道である。 

### 路線データ
- 起点：笠間市稲田（稲田駅）[1]
- 終点：笠間市稲田（茨城県道109号稲田友部線交点）[1]
- 総延長：229 m[2]
- 重用延長：なし[2]
- 未供用延長：なし[2]
- 実延長：229 m[2]
- 自動車交通不能区間延長[注釈 1]：なし[2]

## 歴史
1959年（昭和34年）10月14日、新たな県道として笠間市稲田町の稲田停車場を起点とし、県道稲田友部線交点を終点とする区間を本路線とする県道稲田停車場線として茨城県が県道路線認定した。
1995年（平成7年）に整理番号310となり現在に至る。

### 年表
- 1898年（明治31年）5月8日：稲田駅が開業する。
- 1923年（大正12年）4月1日：現在の路線の前身である稲田停車場稲田線が路線認定される。
- 1959年（昭和34年）10月14日
  - 現在の路線が路線認定される（図面対象番号274）[3]。
  - 道路の区域は、笠間市稲田町の稲田停車場から笠間市稲田町の県道稲田友部線交点までと決定された[1]。
- 1995年（平成7年）3月30日：整理番号330から現在の番号（整理番号310）に変更される[4]。
- 2015年（平成27年）3月1日：県道の一部区間が笠間市の管理下に置かれる[5]。

## 路線状況
センターラインの無い1.5車線の道路であるが、道路幅に比較的余裕がある。
このため、すぐ西側で並行する県道友部稲田線よりも自動車が安全に通行できることから、笠間市稲田と友部方面を行き交う車は、こちらの県道を通行して行く車が多い。

## 地理

### 通過する自治体
- 茨城県笠間市

### 交差する道路
- 茨城県道109号稲田友部線（終点）

### 沿線
- JR水戸線 稲田駅